# IC 179
IC 179 ist eine Elliptische Galaxie vom Hubble-Typ E2 im Sternbild Andromeda am Nordsternhimmel. Sie ist rund 194 Millionen Lichtjahre von der Milchstraße entfernt und hat eine maximale Ausdehnung von etwa 120.000 Lichtjahren. Vom Sonnensystem aus entfernt sich das Objekt mit einer errechneten Radialgeschwindigkeit von näherungsweise 4.200 Kilometern pro Sekunde.
Im selben Himmelsareal befinden sich unter anderem die Galaxien PGC 7489, PGC 7579, PGC 7646, PGC 2111967.
Das Objekt wurde am 28. Juni 1890 vom US-amerikanischen Astronomen Lewis Swift entdackt.